# Klint (by)
 For alternative betydninger, se Klint. (Se også artikler, som begynder med Klint)
Klint er en sommerhusby ved Kattegat med 271 indbyggere  (2024), beliggende 7 km nordvest for Nykøbing Sjælland og 7 km nord for kommunesædet Højby. Byen hører til Odsherred Kommune og ligger i Region Sjælland.
Klint hører til Højby Sogn. Højby Kirke ligger i Højby.